# Nur Jahan
Nur Jahan, född 31 maj 1577, död 18 december 1645, var en indisk "kejsarinna", den tjugonde makan till mogulkejsaren Jahangir mellan 1611 och 1627, och berömd för det inflytande hon utövade över politiken i mogulriket.

## Biografi
Äktenskapet ska inte ha varit ett vanligt arrangerat äktenskap, utan Jahangir ska ha varit förälskad i henne, och Nur Jahan fick genast efter bröllopet ett stort inflytande över honom, och har beskrivits som den verkliga makten bakom tronen.  
Hon blev hans politiska rådgivare, och han ska aldrig ha fattat ett politiskt beslut utan att först ha frågat om hennes uppfattning. Han gav henne rätten att använda det kejserliga sigillet, som användes för att utfärda lagar. Hon närvarade när han höll rådssammanträden, och tillät henne till och med att hålla dem ensam som hans representant.  Hon blev den enda hustrun till en mogulkejsare som fick mynt präglade i sitt namn. 
Hennes position var unik bland mogulrikets kejsargemåler. Ingen annan hustru till en mogulkejsare utövade ett så stort och öppet inflytande över politiken: Mumtaz Mahal var visserligen på samma sätt lika inflytelserik på sin make, men hon intresserade sig aldrig för politik, och använde till skillnad från Nur Jahan inte sitt inflytande för politiska ändamål. 